# Give 'Em the Boot III
Give 'Em the Boot III is het derde album uit de Give 'Em the Boot-serie van het Amerikaanse punklabel Hellcat Records. Het album werd uitgegeven op 12 februari 2002 op cd. Het is het eerste album uit de serie dat naast muziek ook videomateriaal bevat: op Give 'Em the Boot staan twee bonusvideo's.

## Nummers
1. "Sick of It All" (The Distillers) - 3:11
2. "The Legend of Finn MacCumhail" (Dropkick Murphys) - 2:14
3. "Die Alone" (U.S. Bombs) - 3:35
4. "Golden Gate Fields" (Rancid) - 3:37
5. "Skunx" (Lars Frederiksen and the Bastards) - 3:06
6. "Suburban Blight" (F-Minus) - 0:56
7. "Liberty" (Agnostic Front) - 2:43
8. "The Poisoning" (The Nerve Agents) - 2:20
9. "Amera Nightmare" (Duane Peters and the Hunns) - 2:15
10. "Give 'Em the Boot" (Roger Miret and the Disasters) - 2:16
11. "Atheist Anthem" (Leftöver Crack) - 2:15
12. "Who Killed the Cheerleader" (Nekromantix) - 4:09
13. "Power of Moonlite" (Tiger Army) - 2:57
14. "Vampire Girl" (Devil's Brigade) - 2:14
15. "Information Error" (The Slackers) - 6:05
16. "Global A Go-Go" (The Mescaleros) - 5:46
17. "Precipice" (King Django) - 5:57
18. "Nothing Good to Eat" (The Pietasters) - 2:54
19. "We Evolve" (Mouthwash) - 3:58
20. "One Stones Throw (From a Riot)" (The Gadjits) - 4:13
21. "Beautiful" (Hepcat) - 3:56

Bonusvideo's
1. "Cupid's Victim" (Tiger Army) - 2:31
2. "Spicy McHaggis Jig" (Dropkick Murphys) - 2:37